# Lijst van EyeToy-spellen
Dit is een lijst van spellen die te spelen zijn of ondersteuning krijgen van de EyeToy-camera op de PlayStation 2. Zowel uitgebrachte en onuitgebrachte spellen staan hier op alfabetische volgorde:

## C
- Clumsy Shumsy

## D
- Dance Dance Revolution Extreme
- Dance Dance Revolution Extreme 2
- Dance Dance Revolution SuperNOVA
- Disney Move

## E
- Eyedentify (PlayStation 3)
- EyeToy: Active
- EyeToy: AntiGrav
- EyeToy: Chat
- EyeToy: EduKids
- EyeToy: Groove
- EyeToy: Kinetic
- EyeToy: Monkey Mania
- EyeToy: Operation Spy
- EyeToy: Play
- EyeToy: Play 2
- EyeToy: Play 3
- EyeToy: Play Sports
- EyeToy: Play Astro Zoo
- EyeToy: Tales
- EyeToy: Kinetic Kombat Solus
- EyeToy: Kinetic Kombat

## K
- Karaoke Revolution Party

## M
- MLB 06 The Show

## R
- Rhythmic Star

## S
- Sega SuperStars
- De Sims 2
- SingStar
- SpyToy

## T
- Tony Hawk's Underground 2
- Tony Hawk's American Wasteland

## U
- U Move Super Sports
- The Urbz: Sims in the City